# Malcolm Crosby
Malcolm Crosby (South Shields, 4 luglio 1954) è un allenatore di calcio ed ex calciatore inglese, di ruolo centrocampista.

## Carriera

### Giocatore
Dopo aver giocato nelle giovanili dell'Aldershot viene aggregato alla prima squadra, impegnata nella quarta divisione inglese, nel corso della stagione 1972-1973; successivamente trascorre la prima metà della stagione 1973-1974 in prestito ai semiprofessionisti del Wimbledon FC, per poi tornare all'Aldershot, nel frattempo promosso in terza divisione, dove rimane per sette stagioni e mezzo consecutive, le prime tre e mezzo disputate nella terza divisione inglese e le successive quattro in quarta divisione, diventando uno dei punti fermi del club: durante tutti questi anni gioca infatti 294 partite di campionato e realizza 23 reti. Successivamente gioca dal 1981 al 1984 in quarta divisione allo York City, con cui nella stagione 1983-1984 vince il campionato, conquistando di conseguenza una promozione in terza divisione. Inizia la stagione 1984-1985 con alcuni mesi in prestito al Wrexham, club gallese militante nella quarta divisione inglese, con cui disputa 6 partite per poi ritirarsi, all'età di 30 anni.
In carriera ha totalizzato complessivamente 403 presenze e 27 reti nei campionati della Football League, tutte fra terza e quarta divisione.

### Allenatore
Subito dopo il ritiro rimane come vice di Denis Smith (che lo aveva allenato per un biennio, dal 1982 al 1984) allo York City, nella terza divisione inglese; nel 1988 quando Smith va ad allenare il Sunderland neopromosso in seconda divisione, Crosby lo segue per ricoprire un ruolo analogo, mantenendo poi l'incarico anche dopo la promozione in prima divisione maturata al termine della stagione 1990-1991. Il 30 dicembre 1991, complice anche l'immediata retrocessione in seconda divisione subita al termine della stagione 1990-1991, Smith viene esonerato e Crosby lo sostituisce in panchina, inizialmente ad interim e poi in pianta stabile, rimanendo sulla panchina dei Black Cats fino al 1º febbraio 1993. In circa un anno e mezzo di permanenza allena il Sunderland per 57 partite di campionato, tutte nella seconda divisione inglese, con un bilancio di 22 vittorie, 13 pareggi e 22 sconfitte; in aggiunta, nella stagione 1991-1992 il club sotto la guida di Crosby raggiunge la finale di FA Cup, perdendola con il punteggio di 2-0 contro il Liverpool.
Dal 1993 al 1997 torna poi a lavorare come vice di Denis Smith, questa volta all'Oxford Utd; nel corso della stagione 1997-1998 per complessive 5 partite (bilancio di un pareggio e 4 sconfitte, tra il 24 dicembre 1997 ed il 24 dicembre 1998) è anche allenatore degli U's, nella seconda divisione inglese; torna poi a lavorare per una stagione come vice di Smith, questa volta al West Bromwich. Successivamente dal 1999 al 2001 lavora come vice di Jim Smith al Derby County, club di prima divisione; ha poi lavorato con ruolo analogo per un triennio allo Swindon Town. Dal 2004 al 2009 lavora invece nella prima divisione inglese al Middlesbrough, allenando prima per un biennio la formazione Under-21 e poi facendo per un triennio il vice allenatore della prima squadra. Dal 2009 al 2011 lavora invece come vice in terza divisione al Northampton Town, alle dipendenze di Ian Sampson, dopo il cui esonero tra il 2 ed il 4 marzo 2011 è allenatore ad interim dei Cobblers (con cui di fatto comunque non siede mai in panchina in partite ufficiali). Dopo un breve ritorno all'Oxford United, di cui nella stagione 2011-2012 è responsabile del settore giovanile, dal 2012 al 2014 lavora come osservatore per il Birmingham City, club di seconda divisione (di cui dal 20 al 27 ottobre 2014 è stato anche allenatore ad interim, senza comunque mai sedere effettivamente in panchina in partite ufficiali alla guida della prima squadra), assumendo invece un incarico nel settore giovanile del Blackpool per la stagione 2014-2015.
Torna poi brevemente ad allenare una prima squadra durante la stagione 2015-2016: dal 28 aprile al 23 novembre 2015 è infatti l'allenatore del Gateshead, con cui raccoglie 9 vittorie, 4 pareggi e 9 sconfitte in 22 partite allenate nella quinta divisione inglese. Negli anni seguenti ha continuato a lavorare nel mondo del calcio come osservatore, ricoprendo questo incarico per Wigan, Derby County ed Exeter City.

## Palmarès

### Giocatore

#### Competizioni nazionali
- Campionato inglese di quarta divisione: 1

York City: 1983-1984